# Riyad (Niamey)
Riyad ist ein Stadtviertel (französisch: quartier) im Arrondissement Niamey I der Stadt Niamey in Niger.

## Geographie
Riyad befindet sich im Westen des urbanen Gemeindegebiets von Niamey. Zu den benachbarten Stadtvierteln zählen Bobiel im Norden, Dar Es Salam im Osten und Yantala Haut im Süden. Riyad liegt überwiegend in einem Tafelland mit einer weniger als 2,5 Meter tiefen Sandschicht, wodurch nur eine begrenzte Einsickerung möglich ist. Nur im äußersten Südwesten ist die Sandschicht tiefer als 2,5 Meter. Durch das Stadtviertel verläuft das Trockental Gounti Yéna, das einen Alluvialboden mit einem hohen Grundwasserspiegel aufweist.
Das Standardschema für Straßennamen in Riyad und dem Nachbarviertel Dar Es Salam ist Rue FK 1, wobei auf das französische Rue für Straße das Kürzel FK für Foulani Kouara und zuletzt eine Nummer folgt. Dies geht auf ein Projekt zur Straßenbenennung in Niamey aus dem Jahr 2002 zurück, bei dem die Stadt in 44 Zonen mit jeweils eigenen Buchstabenkürzeln eingeteilt wurde. Das Stadtviertel Foulani Kouara, das heute weiter im Norden liegt, wurde in seiner Geschichte mehrere Male versetzt.

## Geschichte
Das Areal des späteren Stadtviertels war noch in den 1970er Jahren ein unbebautes baumloses Ackerbaugebiet. Im Stadterweiterungsgebiet Riyad, benannt nach saudischen Hauptstadt, entstanden etwa seit den 1980er Jahren die ersten Häuser in Lehmziegelbauweise. Früher wurde das Stadtviertel nach der irakischen Hauptstadt auch als Baghdad bezeichnet.

## Bevölkerung
Bei der Volkszählung 2012 hatte Riyad 1653 Einwohner, die in 307 Haushalten lebten.

## Infrastruktur
Die Mittelschule Collège d’enseignement général France Amitié Niger (CEG FAN) besteht seit dem Jahr 1993. Am Institut Supérieur de Santé (ISS) werden Gesundheitshelfer ausgebildet.